# لهمکوهلن
لهمکوهلن (به آلمانی: Lehmkuhlen) یک شهر در آلمان است که در Plön (District) واقع شده‌است. لهمکوهلن ۱٬۴۸۵ نفر جمعیت دارد.